# Friedrich Grade
Friedrich Wilhelm Ernst Grade (* 29. März 1916 in Büdelsdorf; † 13. Oktober 2023 in Bornheim) war ein deutscher Ingenieur und Marineoffizier.

## Leben
1935 ging Friedrich Grade zur Kriegsmarine. Im Zweiten Weltkrieg war er Leitender Ingenieur (LI) auf U 96 bei sieben von elf Feindfahrten und später noch bei zwei auf U 183. Als junger Offizier hatte er ab 1940 die Verantwortung für die Technik und die Diesel-Maschinen an Bord dieser beiden U-Boote. Berühmt wurde später seine 41 Tage dauernde siebte Feindfahrt auf U 96.
Sie endete mit dem gescheiterten Durchbruchsversuch durch die Straße von Gibraltar in der Nacht auf den 1. Dezember 1941. Das Boot sank und musste wieder an die Wasseroberfläche gebracht werden. Besatzung und U-Boot konnten gerettet werden und das Boot kehrte schwer beschädigt in seinen Heimatstützpunkt Saint-Nazaire zurück. Nach diesem letzten Einsatz auf U 96 absolvierte er zwei weitere Feindfahrten auf U 183 und bildete dann als technischer Ausbilder der Unterseeboot-Ausbildungsflottille bis Kriegsende U-Boot-Besatzungen aus.
Friedrich Grade war verheiratet und wohnte jahrelang in Eckernförde. Seine zwei Kinder wurden während des Zweiten Weltkrieges geboren. Nach dem Krieg arbeitete er in Eckernförde in der Spedition seines Schwiegervaters. In Remscheid schulte er 1951 zum Technischen Exportkaufmann um. 1958 wurde er in die Bundesmarine aufgenommen und zog mit seiner Familie nach Bonn um. Im Bundesverteidigungsministerium war er für die Weiterentwicklung der U-Boote, maßgeblich der Klasse 206, verantwortlich.
Im Jahr 1970 war er technischer Lektor von Lothar-Günther Buchheims Romanmanuskript Das Boot. Weitere Lektoren waren der Kommandant von U 96, Heinrich Lehmann-Willenbrock sowie das ehemalige U-Boot-„Ass“ Erich Topp. Bei seiner Pensionierung 1974 hatte Friedrich Grade den Dienstgrad Kapitän zur See inne.
Friedrich Grade war der letzte noch lebende Augenzeuge der 7. Feindfahrt des U-Bootes U 96, die 1973 durch Lothar-Günther Buchheims Roman Das Boot und die 1981 folgende Kult-Verfilmung von Wolfgang Petersen mit sechs Oscar-Nominierungen weltberühmt wurde.
2016 überreichte er dem Autor Gerrit Reichert seine bis dato unbekannten Tagebücher, die er an Bord von U 96 heimlich aufgezeichnet hatte. Als Sonderdruck wurde das Tagebuch zur 7. Feindfahrt im Herbst 2016 von der Nordwest-Zeitung (Oldenburg) veröffentlicht. Für die Ausstellung „Buchheim 100“ im Buchheim Museum Bernried (2018) diente es dem Hauptautor des Ausstellungskataloges Gerrit Reichert als wichtige Primärquelle. Dieser veröffentlichte 2019 schließlich sein Buch „U 96 Realität und Mythos“. Als Limited Edition veröffentlichte er 2023 außerdem bei Mittler (Hamburg) das private Tagebuch Friedrich Grades von der 7. Feindfahrt U 96. Eine vierte, überarbeitete und um das Zusatzkapitel „Fundsache Das Boot“ erweiterte Auflage erschien im November 2024. 
Friedrich Grade wurde Großvater und Urgroßvater und lebte zuletzt in einem Seniorenheim in Bornheim. Er starb dort am 13. Oktober 2023 im Alter von 107 Jahren.

## Trivia
In Wolfgang Petersens Film Das Boot (1981) wurde Friedrich Grade von Klaus Wennemann dargestellt.
Grade war über Jahre das lebensälteste Mitglied der Marine-Offizier-Vereinigung und des ADAC. Im Alter von 102 Jahren gab er freiwillig seinen Führerschein zurück.

## Veröffentlichungen
- Friedrich Grade (Verfasser); Gerrit Reichert (Herausgeber): Tagebuch. Mittler im Maximilian Verlag GmbH & Co. KG, Hamburg [2023], ISBN 978-3-8132-1131-3